# ヴィクター・ターナー
ヴィクター・ターナー（Victor Witter Turner, 1920年5月28日 - 1983年12月18日）は、象徴・宗教儀式・通過儀礼等の研究で知られるイギリスの文化人類学者である。彼の業績はしばしばクリフォード・ギアツらとともに、象徴人類学や解釈人類学として言及される。

## 主な経歴と研究対象
1920年にスコットランドのグラスゴーにて生まれる。ユニヴァーシティ・カレッジ・ロンドンにて当初は詩と古典を勉強していたが、第二次世界大戦中に人類学に対する興味が目覚め、マンチェスター大学大学院にて人類学の研究を行うことになる。ターナーの「社会劇 (social drama) 」に対する興味は、ケネス・バークやアーヴィング・ゴッフマンらの先行研究に影響を受けたものである。
1950年から1954年にかけての期間、ターナーは妻のエディス・ターナー (Edith Turner) と共に中央アフリカのンデンブ族の間で調査を行う。この調査の間にターナーは宗教儀式と通過儀礼に興味を持つようになった。1955年に博士号を取得する。当時のマンチェスター学派の人類学者たちの多くと同様に、彼もまた葛藤 (conflict) に興味を持ち、ンデンブの村人たちの葛藤と危難の解決における象徴性を説明するために社会劇についての新しい概念を作り上げた。ターナーはその経歴の大半を儀礼についての探求に過ごした。シカゴ大学の教授職を得た後は、宗教儀式と通過儀礼についての研究成果を、世界の宗教や宗教的英雄の生涯に対して適用する試みを始めた。
ターナーは、ファン・ヘネップによる通過儀礼の三段階構造理論の深化と「過渡期」についての理論拡張によって大きく評価されている。ヘネップによる通過儀礼の図式は分離期・過渡期・統合期の各段階からなるが、二つの段階の中間に位置する過渡期において個人は「中途半端」である、すなわち彼らはそれまで自身が一部を成していた社会にもはや所属してはおらず、しかもまだ当該の社会へ再度取り込まれてもいない。ターナーは、それがリミナリティ（2つの位相の間の過渡的な状況）の状態であると指摘した。リミナリティは、自己卑下・隔離・試練・性的倒錯、そしてコミュニタスによって特徴付けられる不安定で曖昧な時期である。なお、コミュニタスとは、社会構造が未分化で全ての成員が平等な共同体として定義される。
ターナーの儀礼に関する業績は、20世紀の人類学において最も影響力のある理論の一つとして位置づけられている。しかし近年は、この「ターナーのパラダイム」に対する反論が試みられてきている。ジョン・アードとマイケル・サルノーによる著作“Contesting the Sacred”（1991年）は、彼のコミュニタスの概念を参照しながら、それに対して直接の反論を行っている（要約すると、理想化が過ぎるとして）。また、より新しいものとしてはジョン・アードとサイモン・コールマンによって編集された巡礼に関する論文集“Reframing Pilgrimage: Cultures in Motion”（2004年）が、巡礼はその過渡的な性格によって特殊な現象であり、日常生活の一部を形成するものではない（したがって日常社会の一部ではない）というターナーの仮説によって、人類学研究の一分野としての巡礼が無視されてきたのではないか、と問題提起している。
またパフォーマンス研究の大家リチャード・シェクナーは、ターナーの社会劇とリミナリティの理論を引用し、その二つの要素は人間の死まで共同しつつ働くとした。ターナーの研究が近年（1990年代から2000年代）、様々な学問分野において再度議論の対象となっていることは、彼の研究が依然として社会科学の重要な一部であることを証明している。
ヴィクター・ターナーの妻エディス・ターナーもまた、リミナリティ・コミュニタス・儀礼の過程といった概念を補完する革新的なアイデアを構築し、発展させている。彼女は現在ヴァージニア大学で講義を持ちながら、“Anthropology and Humanism”誌の編集者としても活躍している。

## 主要著作
- The Forest of Symbols: Aspects of Ndembu Ritual （1967年）
- Schism and Continuity in an African Society （1968年）
- The Ritual Process: Structure and Anti-Structure （1969年）
  - 『儀礼の過程』富倉光雄訳 思索社 1976 新思索社 1996／ちくま学芸文庫 2020
- Dramas, Fields, and Metaphors: Symbolic Action in Human Society （1974年）
  - 『象徴と社会』梶原景昭訳 紀伊国屋書店 1981
- Image and Pilgrimage in Christian Culture （1978年）
- From Ritual to Theatre: The Human Seriousness of Play （1982年）
- Liminality, Kabbalah, and the Media （1985年）
- The Anthropology of Performance（1986年）
- 『見世物の人類学』山口昌男と共編 三省堂, 1983
- The Anthropology of Experience （1986年）